# Nová Guinea

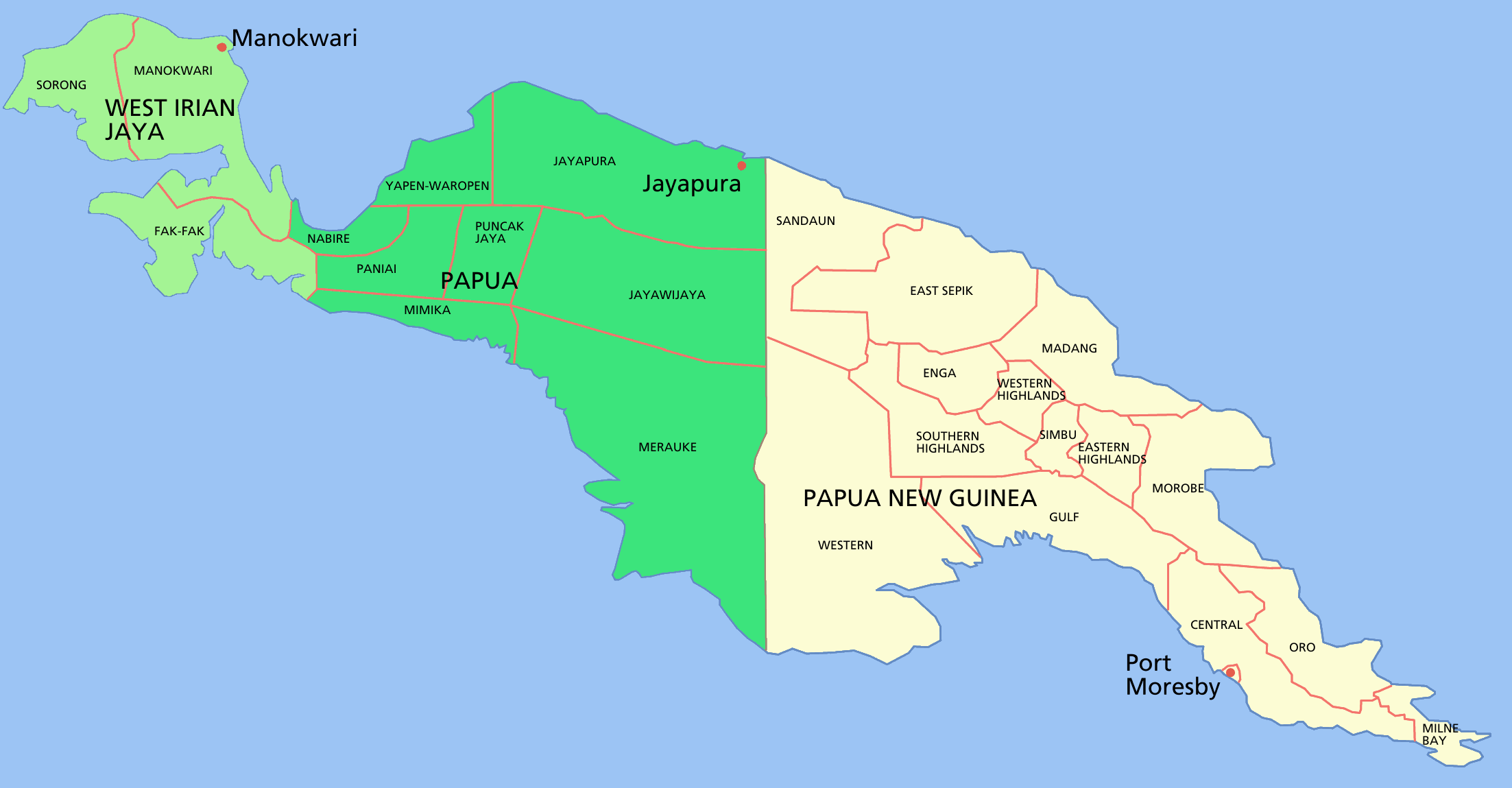
Mapa ostrova

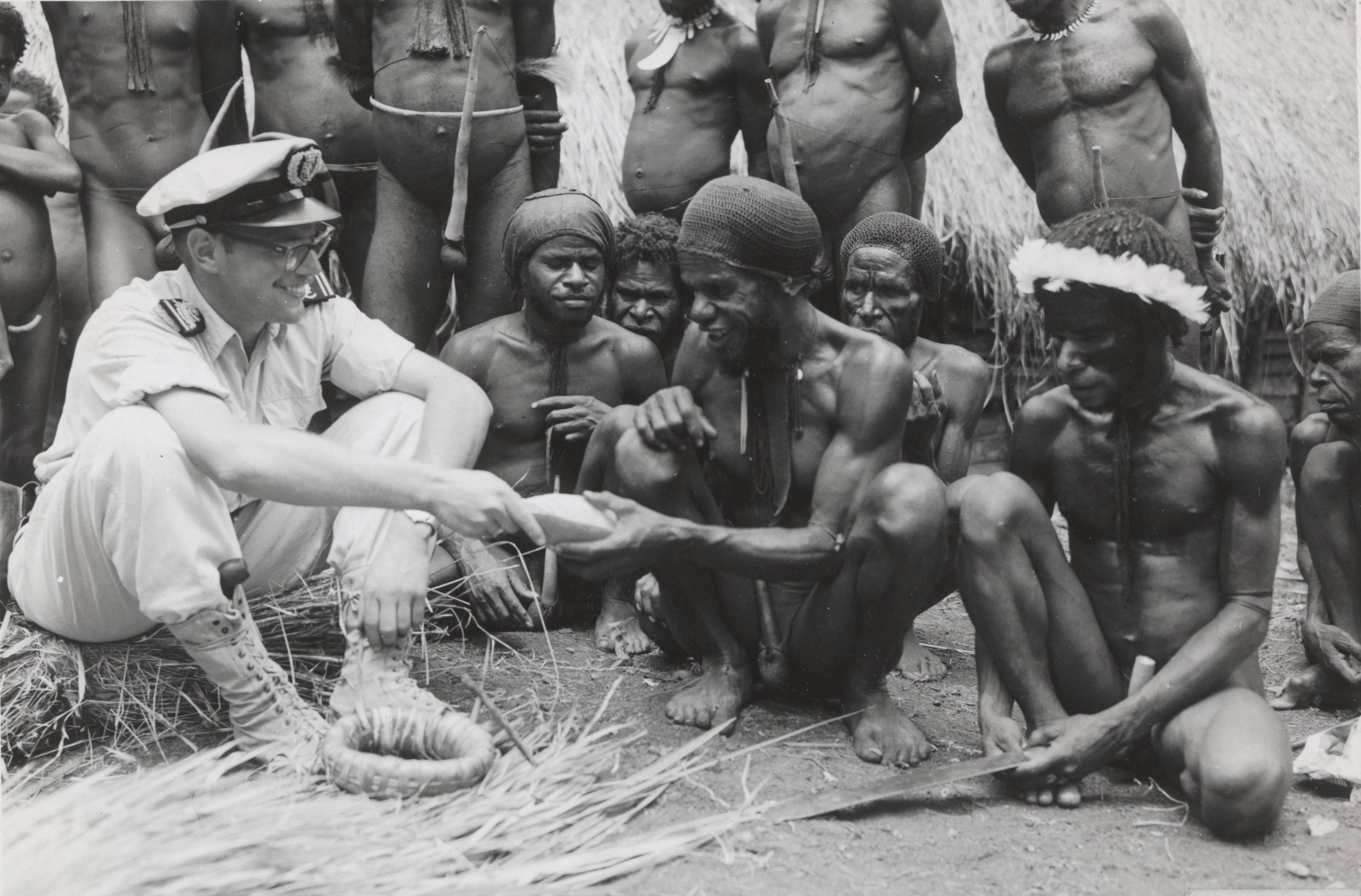
Nizozemský důstojník s domorodci na území Nizozemské Nové Guineje v roce 1958

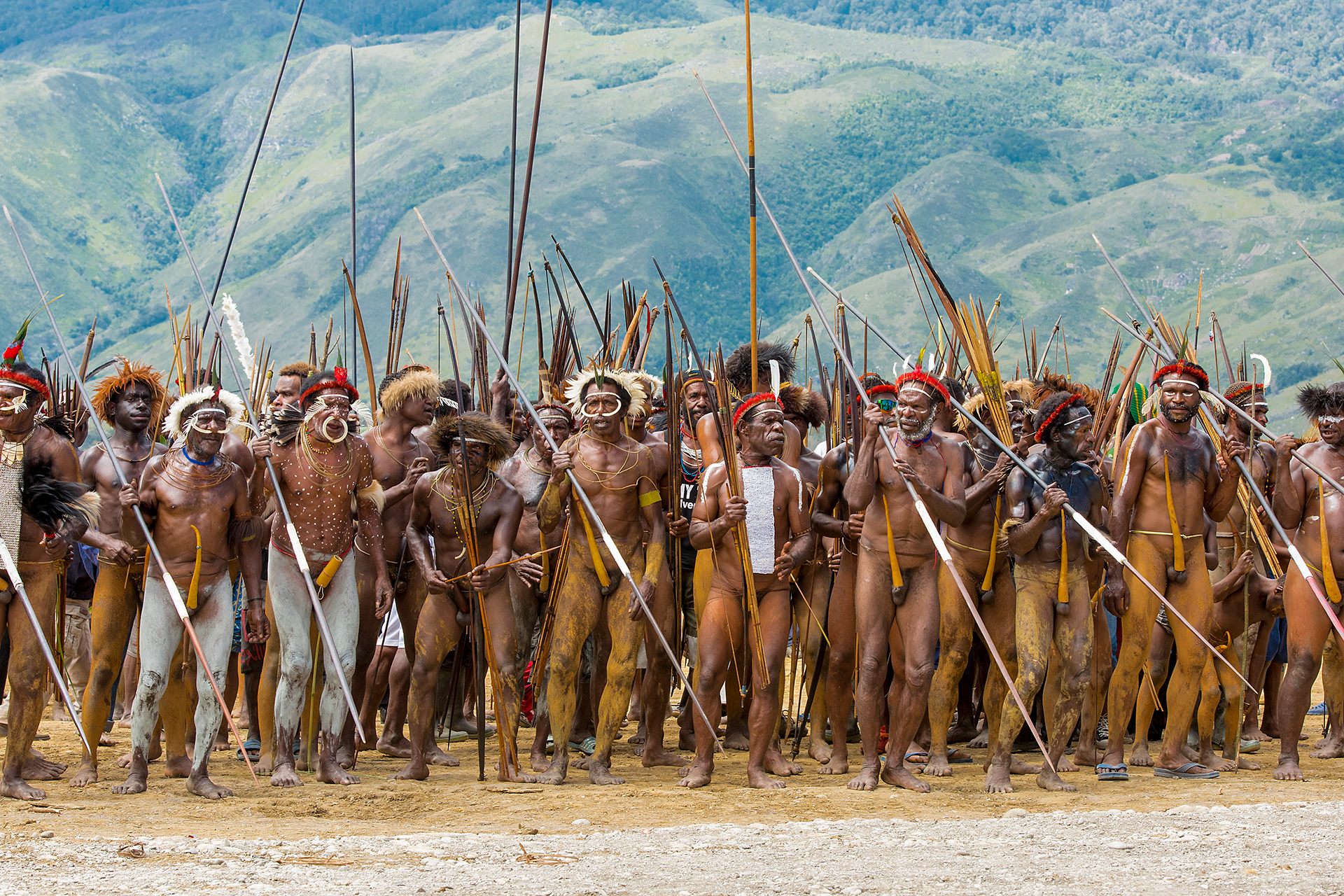
Danijští válečníci ze Západní Nové Guineje

Nová Guinea (indonésky Irian, v minulosti často Papua) je se 786 000 km² druhý největší ostrov světa. Rozloha ostrova přibližně odpovídá Turecku. Leží v Melanésii nedaleko severního pobřeží Austrálie a je politicky rozdělený mezi Indonésii (provincie Západní Papua, Střední Papua, Horská Papua, Jižní Papua, Jihozápadní Papua a Papua) v západní části a stát Papua Nová Guinea ve východní části. Celý ostrov je součástí australského kontinentu.

## Geografická charakteristika
Nová Guinea je od Austrálie oddělena Torresovým průlivem. Střední část ostrova zabírá mohutná Centrální vysočina (její jednotlivé části: Pegung Tamrau, Pegunung Maoke, Pegunung, Star, Müllerovo pohoří, pohoří Owena Stanleye). Nejvyšším vrcholem ostrova a celé Oceánie je Puncak Jaya se 4884 m. Menší pohoří se táhne i podél severního pobřeží, jinak je pobřeží převážně bažinaté. Mezi nejvýznamnější řeky patří Sepik, Ramu, Fly a Mamberamo. Horní hranice lesa je ve výši cca 4000 m. Nejvyšší vrcholky jsou zaledněné.
Povrch ostrova pokrývají tropické deštné lesy. Mezi roky 1972 a 2002 byla téměř čtvrtina deštných lesů na ostrově vykácena nebo jinak zničena.

## Demografie
Obyvatelé jsou Papuánci, kteří mluví řadou papuánských jazyků. Na severním pobřeží žijí kmeny mluvící austronéskými jazyky. Na ostrově se mluví asi 1000 jazyky, tedy sedminou všech jazyků světa.
Na začátku 21. století žilo na ostrově kolem 40 kmenů, které byly v izolaci a neměly kontakt s moderním světem.

## Historie
Nová Guinea byla osídlena moderními lidmi již před asi 50 000 lety. Papuánci na ostrově Nová Guinea mají až 6 % genomu vyhynulého druhu člověka zvaného denisované.
V letech 1884 až 1919 si mezi sebou ostrov rozdělily tehdejší koloniální mocnosti Británie, Německo a Nizozemí.
Nová Guinea byla téměř neprobádaná až do poloviny 20. století. Horská údolí Novoguinejské vysočiny byla poprvé prozkoumána ve 30. letech 20. století a bylo zjištěno, že je obývá více než milion lidí.
Mezi Papuánci byly časté mezikmenové války, které přetrvávaly až do druhé poloviny 20. století. Například 4. června 1966 bylo v bojích mezi nepřátelskými danijskými klany zabito 125 lidí. Příslušníci kmene Marind-Anim věřili, že musí zabít člověka, kdykoli se jim narodí dítě, a lebku zabitého odevzdat novorozenci i s jeho jménem. Zbytek těla byl domorodci sněden. Korowajové, kteří obývají nížinné deštné pralesy na jihu ostrova, budovali v obavě před malárií a nepřátelským kmenem Kombajů stromové domy.
Ostrov prozkoumávali čeští cestovatelé Enrique Stanko Vráz a Miloslav Stingl. Stingl ostrov Nová Guinea procestoval v době, kdy mezi zdejšími kmeny ještě přetrvával kanibalismus a rituální lov lebek. O Nové Guineji Stingl prohlásil: „Nachází se tam 839 kmenů, některé ještě žijí v době kamenné, každá z vesnic je úplně jiná a mluví jiným jazykem.“ V 19. století mezi papuánskými domorodci pobýval ruský etnograf Miklucho-Maklaj. Michael Rockefeller, pravnuk amerického průmyslníka Johna D. Rockefellera, zmizel beze stopy v roce 1961 na území kanibalského kmene Asmatů.
Východní část ostrova pod názvem Papua Nová Guinea získala nezávislost na Austrálii dne 16. září 1975. Západní Novou Guineu anektovala Indonésie po sporném a zmanipulovaném referendu v roce 1969. Od té doby tam udržuje silné vojenské a policejní síly, které se snaží potlačit papuánské separatisty.